# شرین شالم
شرین شالم (انگلیسی: Sherraine Schalm؛ زادهٔ ۲۱ ژوئن ۱۹۷۵) شمشیرباز زن اهل کانادا بود.